# Hector Marinus
Hector Nicolaas Constant Marinus (Nederlands-Indië, Simpang Empat, 31 maart 1901 – Wassenaar, 21 september 1952) was een Nederlands componist.
Hij was een van de drie zonen van tabak-, thee- en rubberexploitant Johannes Hermanus Marinus (ondernemingen Melati, Simpang IV en Titan Oerat) en Christine Johanne Janssen van Bevervoorde. De vermogende familie kwam rond 1904 naar Nederland en ging in 1907 in Hilversum in Villa Limborg aan de ’s Gravelandseweg (in 1959 gesloopt) wonen. De vader had een politieke loopbaan; was er gemeenteraadslid en wethouder en was een van de weinige eigenaren van een auto. Hij stond bekend als "De thee- en rubberkoning van de ’s Gravelandseweg".
Hector Marinus bezocht het plaatselijk gymnasium. Tijdens die periode nam/kreeg hij ook al pianolessen van Marie Jannette Walen (Muzieklyceum Hilversum), Dirk Schäfer en de Poolse pianist Leo Podolsky. Het zag er echter niet naar uit dat hij verder zou gaan in de muziek; hij ging in 1922 rechten studeren aan de Universiteit van Amsterdam. Gedurende die periode probeerde hij voor het eerste te componeren, zonder verdere steun of opleiding. Bij die werken Suite javanaise en Suite chinoise zijn oosterse klanken terug te vinden. Na in 1930 even terug geweest te zijn in Nederlands-Indië trok hij naar Parijs, waar hij in contact kwam met de Franse impressionistische muziek van Claude Debussy en Maurice Ravel, maar ook met de muziek van Igor Strawinsky. Pas toen zijn rechtenstudie was afgelopen nam Marinus compositielessen bij Franz Schmidt in Wenen (1937) en Sem Dresden in Amsterdam (1938). Bij composities is dan ook een mengeling te horen van westerse moderne en oosterse traditionele muziek. Zo probeerde hij met westerse muziekinstrumenten de klanken van de gamelan na te bootsen. Voorts worden zijn werken gekenmerkt door een verfijnde maar daardoor (voor die tijd) moeilijke ritmiek. Er volgden werk als een Perzische suite, Japanse suite en Javaanse suite (1928)  Zijn pianoconcertino stond in 1952 op de lessenaars van het Residentie Orkest onder leiding van Willem van Otterloo met als solist Luctor Ponse.. In datzelfde jaar speelde Jo Juda  met het Radio Filharmonisch Orkest onder leiding van Paul Kempen zijn vioolconcert.
Marinus werd in Hilversum begraven, waarbij uiteraard veel musici aanwezig waren waaronder het echtpaar Karel Mengelberg (componist) en Rahel Draber (harpiste).